# Igreja de São Gião, paroquial de São Gião
A Igreja de São Gião, paroquial de São Gião, ou apenas Igreja de São Gião, também referida como Catedral das Beiras, é a igreja matriz da freguesia portuguesa de São Gião, no Município de Oliveira do Hospital, do Distrito de Coimbra.
A Igreja de São Gião está classificada como Monumento de Interesse Público desde 2012.

## História e arquitetura
Esta Igreja Matriz foi construída em 1756-1795, nos tempos de D. Maria I, tendo a fachada sido reconstruída no início do século XX (1916) devido à sua derrocada e o interior restaurado em 1946. 
O seu estilo é barroco, sendo o tecto composto por 102 painés, atribuídos a Pascoal Parente, um italiano então a residir em Coimbra. Os retábulos ostentam talha dourada e foram atribuídos por António Neves ao grande entalhador e escultor da Beira, José da Fonseca Ribeiro e serão das últimas duas décadas do século XVIII.
Por ser templo tão notável pela dimensão, pelas obras de pintura e talha que possui e pelo considerável valor das suas alfaias litúrgicas, o arcebispo de Coimbra, D. Manuel Viera de Matos, ter-lhe-á chamado Catedral das Beiras, designação que ainda hoje se usa para identificar o monumento e exprimir a sua rara imponência.

## Galeria de imagens

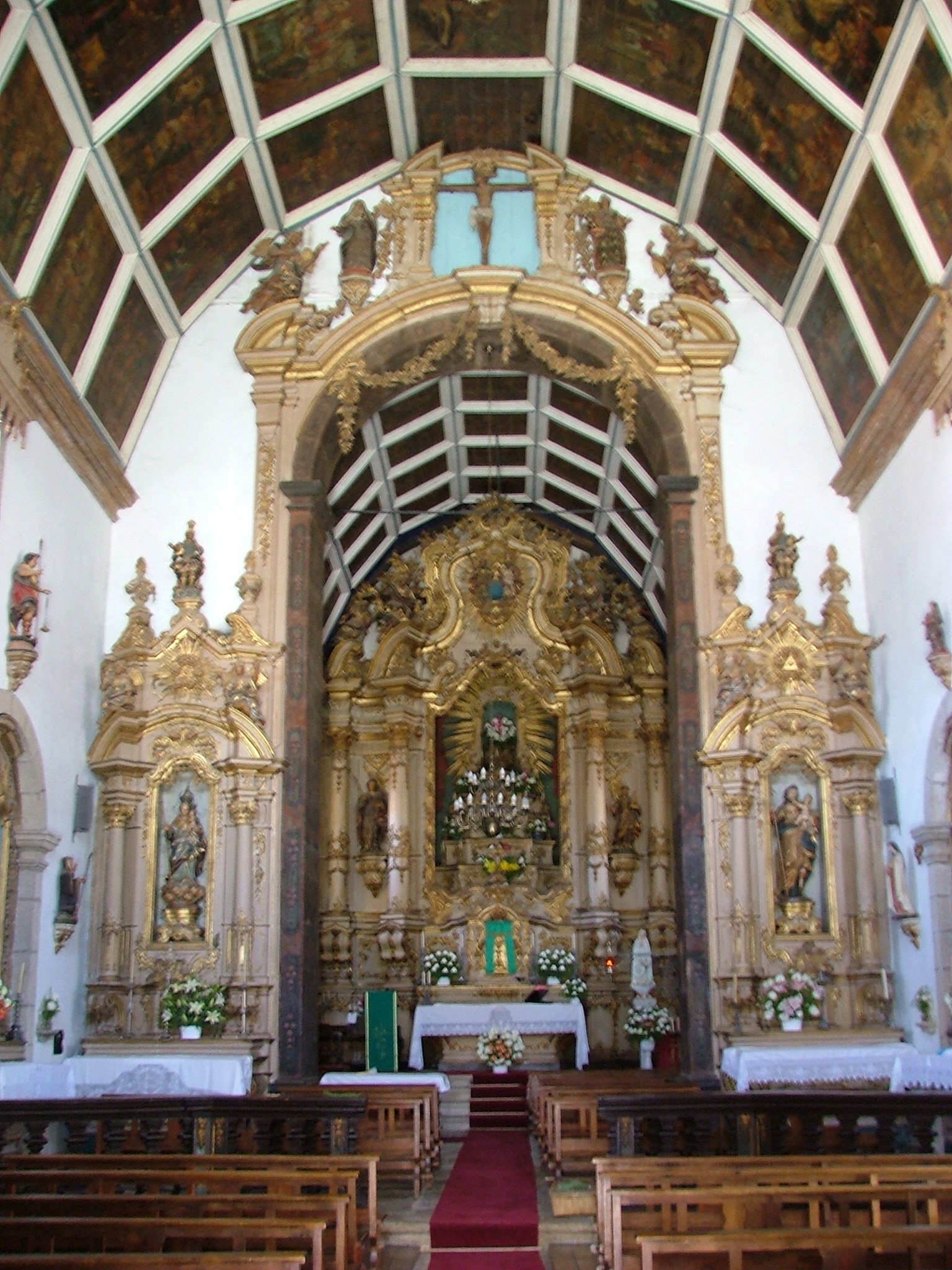
Igreja Matriz de São Gião (Retábulo Principal).
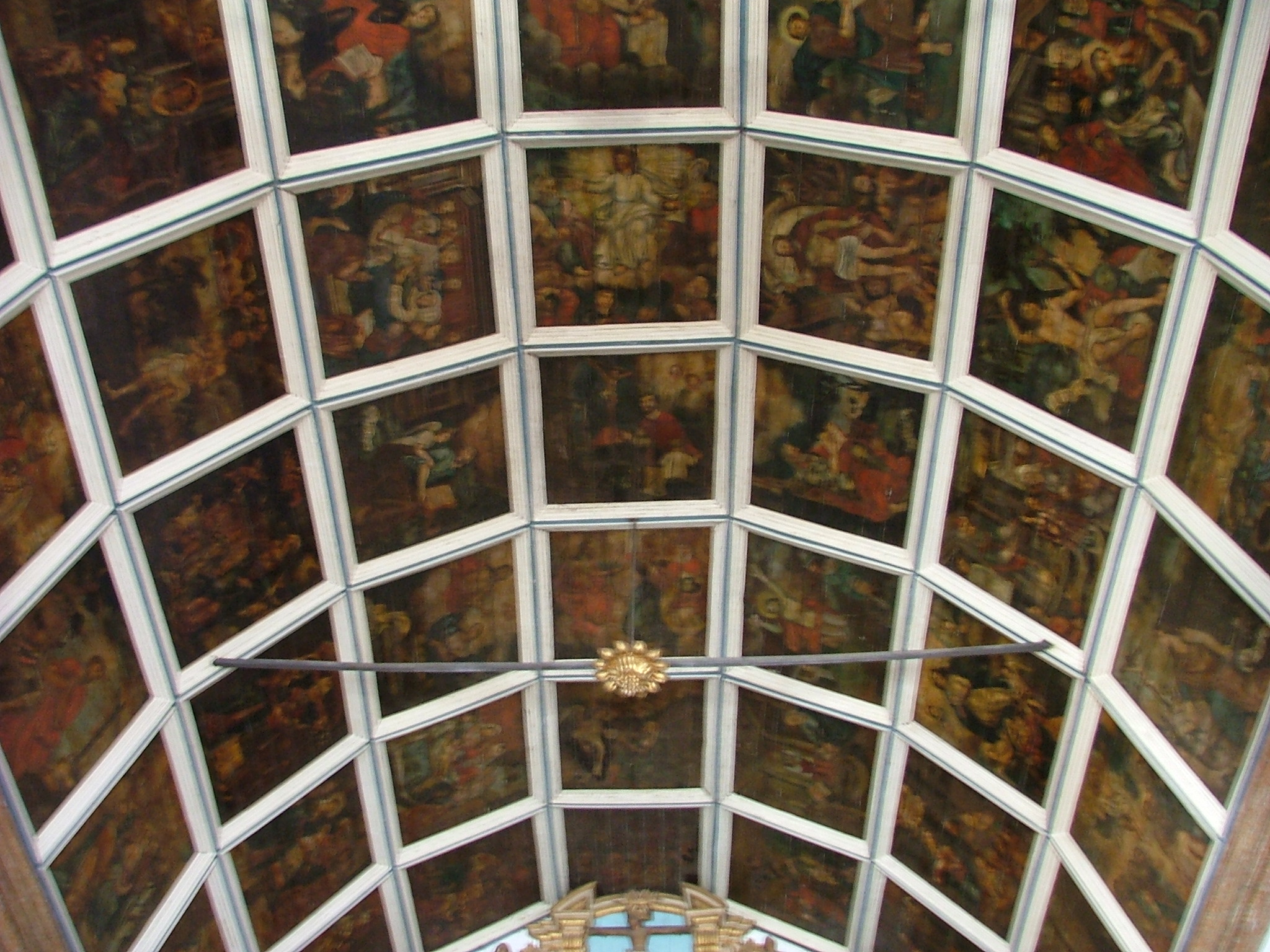
Igreja Matriz de São Gião (Tecto pintado por Pascoal Parente).